# Lyndon (Nowy Jork)
Lyndon – miasto w Stanach Zjednoczonych, w stanie Nowy Jork, w hrabstwie Cattaraugus.